# A360 (Russland)
Die A360 Lena (russisch Лена) ist eine Fernstraße föderaler Bedeutung im Fernen Osten Russlands.
Die Straße führt von Newer an der R297 Amur (früher M58) in nördlicher Richtung bis Nischni Bestjach am namensgebenden Fluss Lena gegenüber Jakutsk. Die Nummer A360 wurde im Jahr 2010 vergeben. Zuvor trug die Straße die Nummer M56. Seit den 1990er-Jahren hatte auch die bis vor wenigen Jahren nicht ganzjährig befahrbare, über 1800 km lange Verlängerung bis Magadan, die sogenannte „Kolymatrasse“, zur M56 gehört, wurde aber 2010 als R504 Kolyma wieder ausgegliedert.

## Verlauf
0 km – Newer, an der R297 Amur
39 km – Solowjowsk
170 km – Tynda
320 km – Nagorny
??? km – Serebrjany Bor (bei Nerjungri)
436 km – Tschulman
510 km – Bolschoe Chatymi
550 km – Maly Nimnyr
608 km – Bolschoi Nimnyr
683 km – Aldan
762 km – Tommot
865 km – Werchnjaja Amga
950 km – Ulu
1018 km – Chajysardach
1112 km – Kjordjom
1212 km – Nischni Bestjach (bei Jakutsk)